# Сінуесса
Сінуесса (грецькою: Σινούεσσα або Σινόεσσα) — античне місто в Лаціумі, розташоване на Тірренському морі, приблизно за 10 км на північ від гирла річки Вольтурно (давній Вультурн). Воно знаходилося на лінії Аппієвої дороги і було останнім місцем, де ця велика дорога торкалася морського узбережжя. Руїни міста розташовані на території сучасної комуни Сесса-Аурунка. Руїни міста розташовані по прямій за 12,24 км на південний захід від сучасного міста Сесса-Аурунка та за 41,43 км від провінції Казерта. Воно знаходиться за 26,71 км від регіональної столиці (Неаполь) Кампанія, Італія.